# Bernarda Gašperčič
Bernarda Gašperčič, slovenska filmska igralka, * 9. oktober 1959, Jesenice.
V osemdesetih letih je nastopila v petih celovečernih filmih slovenske produkcije, Ljubezen, Doktor, Čas brez pravljic, Kormoran in Živela svoboda.

## Filmografija
- Živela svoboda (1987, celovečerni igrani film)
- Kormoran (1986, celovečerni igrani film)
- Čas brez pravljic (1986, celovečerni igrani film)
- Doktor (1985, celovečerni igrani film)
- Ljubezen (1984, celovečerni igrani film)